# Copy Cat (Melanie Martinez)
Copy Cat è un singolo della cantante statunitense Melanie Martinez, pubblicato il 10 febbraio 2020 dall'etichetta discografica Atlantic Records.

## Antefatti
L'8 gennaio 2020, la Martinez mise un Q&A sulle storie di Instagram, dove chiedeva di porle domande riguardo al suo nuovo EP After School, dove confermò che ci sarebbe stata una canzone in collaborazione con un'artista, che si rivelò più tardi essere la rapper Tierra Whack. Copy Cat venne scartata all'ultimo momento da tale EP per essere poi commercializzata come singolo a sé stante.

## Temi
Il tema principale affrontato nella canzone riguarda la non originalità che vige nell'industria musicale, dove ognuno copia l'altro, sperando di fare successo, mentre la persona che è effettivamente originale lavora sodo. La Martinez ha usato i compiti in classe e i progetti come metafora, dato che gli studenti spesso copiano per ottenere voti migliori.